# Franzénia
Franzénia est un bâtiment situé à Torkkelinmäki dans le quartier de Kallio, a Helsinki en Finlande.

## Présentation
Le bâtiment est conçu par l'architecte Väinö Vähäkallio et sa construction s'achève en 1930. 
Actuellement propriété de l'Université d'Helsinki, le bâtiment a été initialement achevé pour être utilisé par l'école des sciences sociales. 
Après le déménagement de l'école des sciences sociales à Tampere, le bâtiment est affecté à l'Université d'Helsinki. 
Vide depuis 2009, et après une rénovation de deux ans, il abrite le jardin d'enfants de la ville d'Helsinki depuis août 2015, où des étudiants de l'institut de formation des enseignants de l'université y effectuent des stages.
Son environnement d'apprentissage sert de laboratoire d'études du développement des enfants.

## Galerie

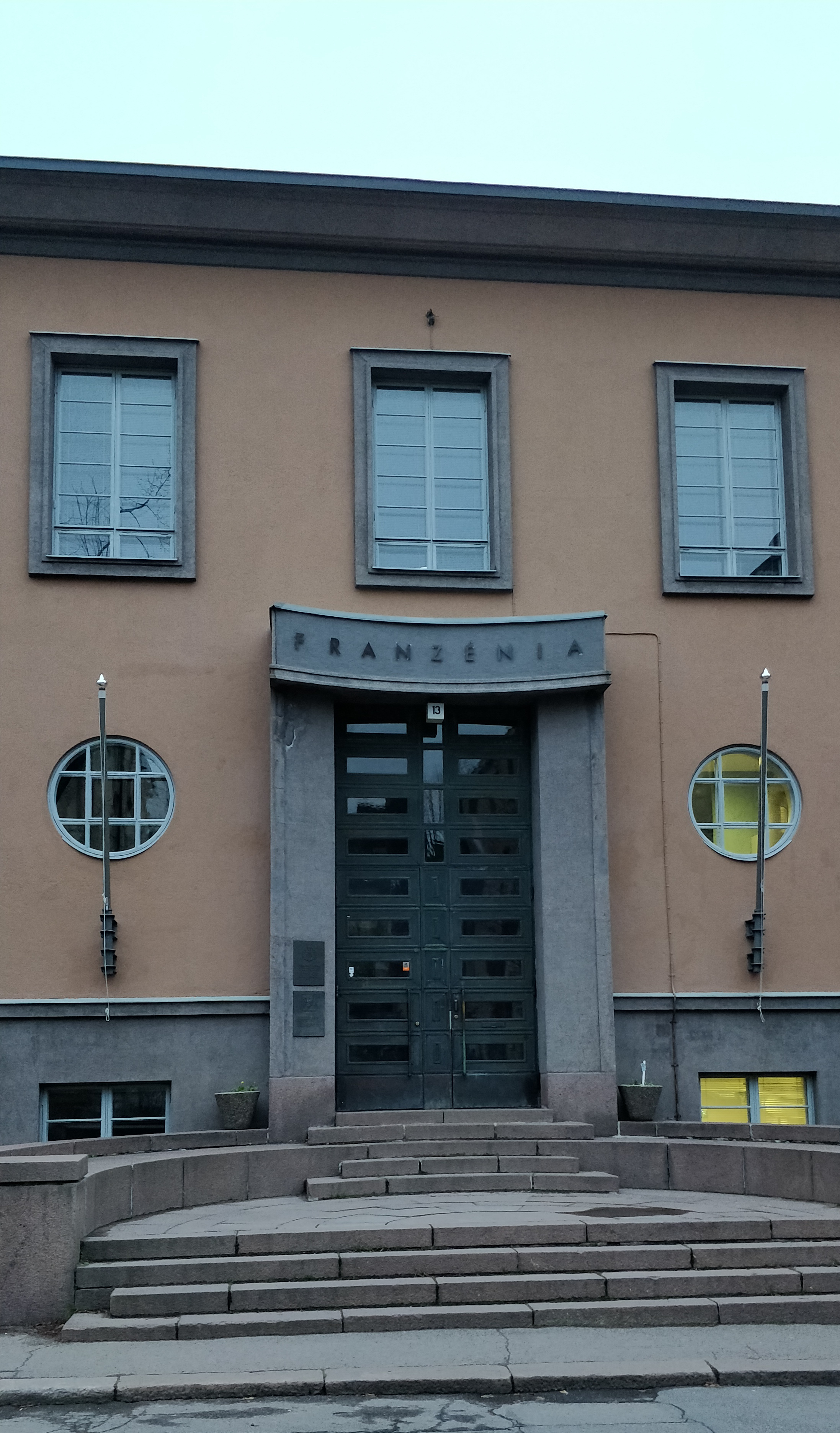
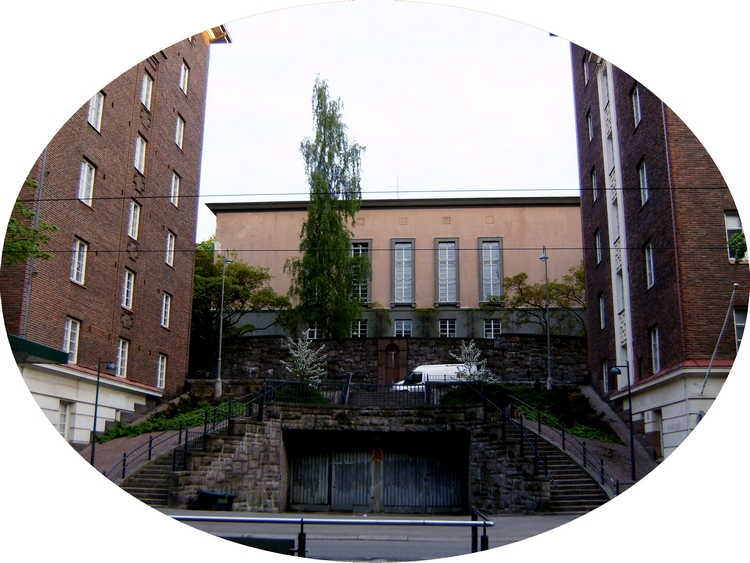
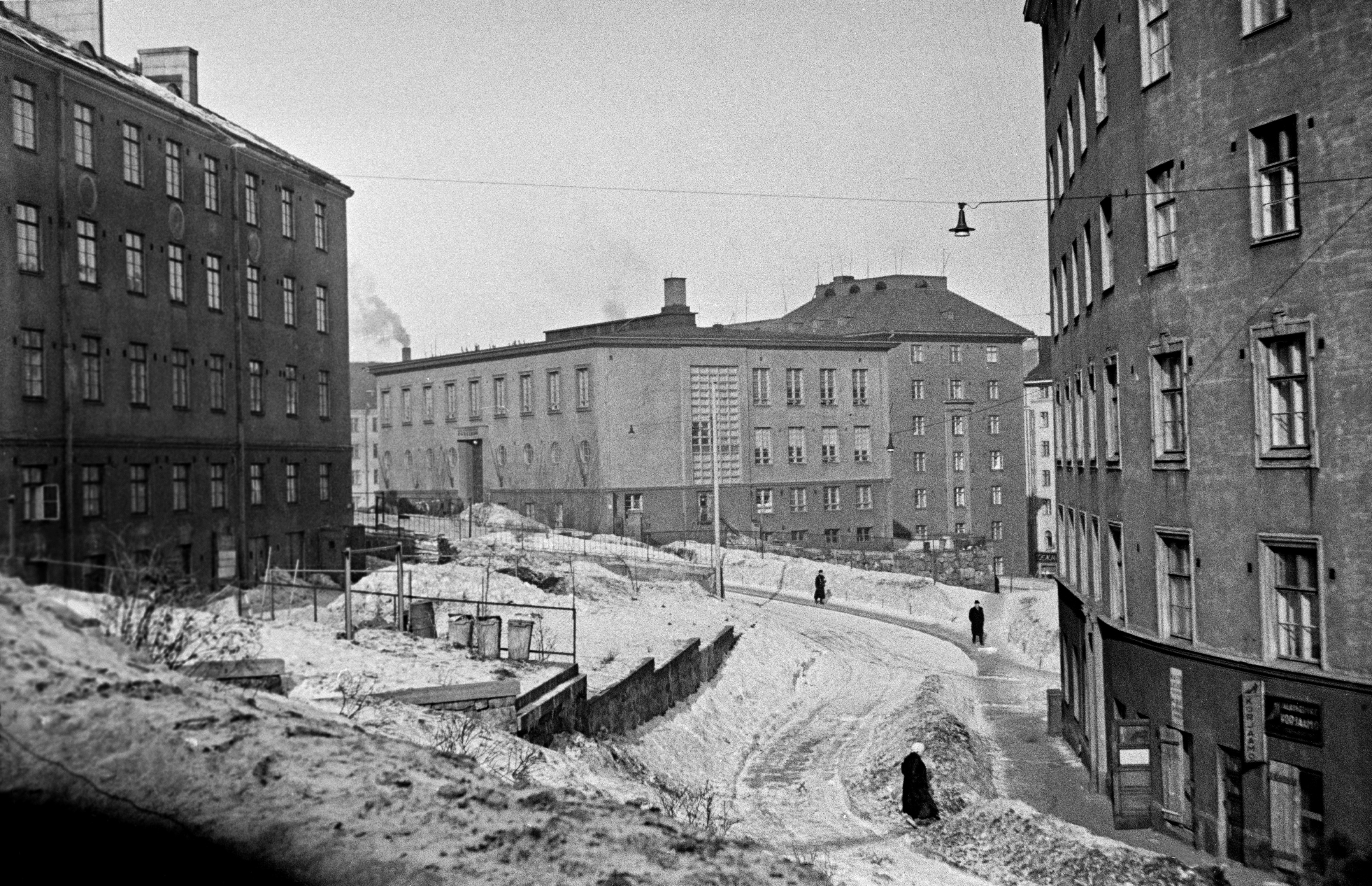